# لويد كوك
لويد كوك (بالفرنسية: Lloyd Cook)‏ (و. 1890 – 1964 م) هو لاعب هوكي الجليد كندي، مركز لعبه هو مدافع ‏، توفي عن عمر يناهز 74 عاماً.

## جوائز
حصل على جوائز منها:
- كأس ستانلي.

## روابط خارجية
- لويد كوك على موقع دوري الهوكي الوطني (الإنجليزية)
- لويد كوك على موقع قاعة مشاهير الهوكي (لاعب أن.إتش.أل) (الإنجليزية)
- لويد كوك على موقع EliteProspects.com (الإنجليزية)
- لويد كوك على موقع Hockey-Reference.com (الإنجليزية)